# Krzysztof Szwed
Krzysztof Szwed (ur. 6 kwietnia 1954 w Poniatowej, zm. 9 kwietnia 2021 w Opolu) – założyciel Wydawnictwa Muzycznego ESKA z Zabrza, kompozytor, menedżer, producent.
Współpracował z artystami z Polski i zagranicy. Podpisał kontrakty wydawnicze m.in. z zespołami: Róże Europy z albumem Poganie! Kochaj i obrażaj, Kazik Staszewski z albumem Spalaj się!, Robert Gawliński z albumem Robert Gawliński i Opera, Ireneusz Dudek z albumem Symphonic Blues - Nowa wizja bluesa, Proletaryat z albumem Czarne Szeregi, Universe (zespół muzyczny) z albumem Ciągle szukam drogi, Shout z albumem Ballady, Sztywny Pal Azji z albumem Dewiacje na wakacje, Vox (zespół muzyczny) z albumem Największe przeboje, Krzysztof Krawczyk z albumem Zaufaj sercu, Teresa Werner z albumem Spełnić marzenia, Goran Karan z albumem Melodie znad Adriatyku, Mariusz Kalaga z albumem Co tu jest grane?, a także Paweł Gołecki z albumem Do Twojego serca.
W 1993 roku jako wydawca towarzyszył z Universe (zespół muzyczny) na 30 edycji Krajowy Festiwal Piosenki Polskiej w Opolu, gdzie zespół z piosenką "To był maj" zdobył trzecią nagrodę w konkursie "Fono-Ramy".
Krzysztof Szwed był również twórcą programu Śląska Karuzela, który emitowany jest w Telewizji TVS.
W 2010 Krzysztof Szwed zorganizował I Festiwal Piosenki Śląskiej w Dom Muzyki i Tańca w Zabrzu. W 2011 roku pod jego auspicjami odbył się II Festiwal Piosenki Śląskiej również w Dom Muzyki i Tańca w Zabrzu.
We współpracy z Katarzyna Gärtner, Krzysztof Szwed jako producent zrealizował produkcje audiowizualne do utworu Pozłacany warkocz, między innymi "Puść mnie matko do powstania" , "Wierna pioseneczko Śląska" , "Familok blues" , "Sobota w Michałkowicach" , "Śpij mój malutki".
Krzysztof Szwed był również menadżerem Teresy Werner od początku kariery solowej artystki.